# Barbara Webster-Bourne
 Hớn. Barbara Webster-Bourne là một cựu phát ngôn viên của Anguilla House of Assembly, người giữ vị trí này từ ngày 27 tháng 2 năm 2010 đến ngày 11 tháng 5 năm 2015.

## Nghề nghiệp
Bà đã vận động tranh cử ba lần cho khu vực bầu cử Island Harbour. Đầu tiên cho Đảng Dân chủ Anguilla trong cuộc tổng tuyển cử năm 1999 và sau đó là một ứng cử viên độc lập trong cả hai cuộc tổng tuyển cử năm 2000 và 2005.
Sau cuộc tổng tuyển cử Anguillan năm 2010, Webster-Bourne đã được bầu làm Chủ tịch Hạ viện vào ngày 27 tháng 2, lần đầu tiên một phụ nữ giữ chức vụ trong lịch sử của Anguilla. Bà thay thế diễn giả David Carty. Thống đốc Anguilla, Alistair Harrison, nói về lần bổ nhiệm của mình: "Tôi tin rằng bà ấy nắm giữ một trong những công việc khó khăn nhất ở Anguilla và tôi chúc bà ấy làm tốt nhiệm vụ quan trọng của mình." 
Năm 2012, bà đã khuyên nhủ Phó Chủ tịch Hạ viện, Leroy Rogers, sau khi ông chỉ trích công khai bà trên Radio Anguilla. Ông tuyên bố rằng trong suốt Dự luật sửa đổi phương tiện và giao thông đường bộ năm 2011, Webster-Bourne lẽ ra không có ý kiến gì về việc có nên đưa vào một trong những hành vi phạm tội được đề xuất hay không. Bà nhắc nhở ông rằng văn phòng của người phát ngôn là phi chính trị, nhưng theo Sắc lệnh Hiến pháp Anguilla 1982, bà có quyền như vậy.
Vào năm sau, bà đã có một cuộc cãi vã công khai với các thành viên của đảng đối lập, những người bị cáo buộc không giữ thái độ trung lập và cho phép đảng cầm quyền có khả năng lập pháp theo cách họ muốn. Bà đã trả lời bằng một lá thư công khai được đăng trên tờ The Anguillian, theo đó họ nói rằng họ sẽ đặt một động thái không tin tưởng vào bà trong Hạ viện. Đây là một phần của tình trạng bất ổn đang diễn ra giữa Webster-Bourne và đảng đối lập, người lãnh đạo, Evans McNiel Rogers, bà đã rời khỏi cương vị nhiều lần. Sau cuộc tổng tuyển cử Anguillan năm 2015, Webster-Bourne đã được thay thế bởi phó của bà, Leroy Rogers, làm diễn giả vào ngày 11 tháng 5 năm 2015.